# یوکو شینوزاکی
یوکو شینوزاکی (انگلیسی: Yoko Shinozaki؛ زادهٔ ۲۹ ژانویهٔ ۱۹۴۵) بازیکن والیبال اهل ژاپن است.